# (7500) Sassi
(7500) Sassi (1996 TN) – planetoida z pasa głównego asteroid okrążająca Słońce w ciągu 3,48 lat w średniej odległości 2,29 j.a. Odkryta 3 października 1996 roku.